# Concours
Een concours is een wedstrijd op een bepaald vakgebied waarin deelnemers strijden om te laten zien of horen dat ze het beste zijn in hun discipline. Voorbeelden zijn: paardenconcoursen, muziekconcoursen, cabaretwedstrijden en wijnconcoursen.
Op veel concoursen is een (vak)jury aanwezig die aan de hand van vakmatige criteria de prestaties van een deelnemer (vaak cijfermatig) beoordeelt.
Vaak verlopen concoursen in verschillende rondes. De voorrondes zijn bedoeld om een voorselectie te maken van kandidaten die mogelijk in volgende rondes kunnen optreden.
Een concours wordt vaak besloten met een finale, waarin de overgebleven kandidaten strijden om een eerste plaats.
Voor musici zijn er vele muziekconcoursen, zoals het beroemde Internationaal Tsjaikovski-concours in Moskou, het Internationaal Franz Liszt Pianoconcours in Utrecht en de Koningin Elisabethwedstrijd in Brussel.